# Taraxacum pannonicum
Taraxacum pannonicum là một loài thực vật có hoa trong họ Cúc. Loài này được Sonck & Soest miêu tả khoa học đầu tiên năm 1969.